# Vania Gomes Guerreiro
Vania Gomes Guerreiro (ur. 6 października 1987) – portugalska zapaśniczka walcząca w stylu wolnym. Zajęła czternaste miejsce na mistrzostwach świata w 2011 i 2014. Dziesiąta na mistrzostwach Europy w 2014. Szesnasta na igrzyskach europejskich w 2015. Mistrzyni śródziemnomorska w 2011, 2014 i 2015 roku.